# Спитери, Шарлин
Шарлин Юджин Спитери (англ. Sharleen Eugene Spiteri; родилась 7 ноября 1967 года) — британская (шотландская) певица и автор песен, ведущая вокалистка шотландской поп-рок-группы Texas, также записавшая два сольных альбома.

## Биография
Шарлин Спитери родилась в городе Беллсхилл, расположенном недалеко от Глазго. До начала своей музыкальной карьеры она работала в парикмахерской в Глазго. Во время работы стилистом была прослушана Джонни Макэлоном, который искал вокалистку для вновь создаваемой группы. Прослушав версию песни Culture Club «Do You Really Want to Hurt Me» без аккомпанемента в исполнении Спитери , Макэлон предложил вступить Шарлин Спитери в группу, названную при её участии впоследствии Texas. Группа образовалась в 1986 году, но известность приобрела лишь в 1989 году, когда лейбл Mercury Records выпустил её дебютный альбом Southside, добравшийся до третьей строчки британского чарта. Следующие два альбома, Mothers Heaven (1991) и Ricks Road (1993), оказались значительно менее популярными, но альбом White on Blonde (1997) был очень успешным, заняв первое место в британском чарте и став шестикратно «платиновым». До первой строчки хит-парада добрались также альбом The Hush (1999) и сборник The Greatest Hits (2000).
После выпуска альбома Red Book в 2005 году музыканты группы Texas решили взять творческую паузу. Спитери в это время занялась сольной карьерой. В 2005 году она исполнила в дуэте с Тиллем Линдеманном Stirb nicht vor mir (Don’t die before I do) для альбома Rosenrot группы Rammstein.
В 2008 году вышел дебютный сольный альбом Шарлин под названием Melody, который достиг третьей позиции в британском чарте и стал «золотым». В 2010 году Спитери представила свой второй альбом The Movie Songbook, который является сборником кавер-версий песен из известных фильмов.
В 2013 году после долгого перерыва Texas подготовил 8-й студийный альбом The Conversation. В 2015 году Texas выпустил сборник Texas 25, посвященный 25-летнему юбилею коллектива.

## Сольная дискография
| Год  | Название           | Место в чарте  | Место в чарте | Место в чарте | Место в чарте | Место в чарте | Место в чарте | Сертификация              |
| Год  | Название           | Великобритания | Фландрия      | Валлония      | Франция       | Ирландия      | Швейцария     | Сертификация              |
| ---- | ------------------ | -------------- | ------------- | ------------- | ------------- | ------------- | ------------- | ------------------------- |
| 2008 | Melody             | 3              | 15            | 13            | 13            | 28            | 19            | - Великобритания: Золотой |
| 2010 | The Movie Songbook | 13             | 27            | 67            | 28            | —             | —             |                           |